# Mausschwanzfledermäuse
Die Mausschwanzfledermäuse (Rhinopoma) sind eine Gattung relativ urtümlicher Fledermäuse. Sie sind mit keinen anderen Fledermäusen näher verwandt und werden darum als eigene Familie, Rhinopomatidae, klassifiziert. Diese Gruppe umfasst sechs Arten, die in Afrika und dem südlichen Asien leben.

## Merkmale

### Allgemeiner Körperbau
Wie alle Fledermäuse haben sie eine Flugmembran zwischen den Vordergliedmaßen und dem Rumpf, der sie zum aktiven Fliegen befähigt. Namensgebendes Merkmal dieser Tiere ist der Schwanz, der im Vergleich zur Körpergröße der längste aller Fledermäuse ist. Da das Uropatagium (die Flughaut zwischen den Beinen) sehr klein ist, ragt der Schwanz „mäuseartig“ weit nach hinten hinaus und erweckt einen peitschenartigen Eindruck. Das Fell dieser Tiere ist dunkelbraun oder graubraun gefärbt, wobei die Unterseite etwas heller ist. Im Gesicht und am hinteren Teil des Bauches sind sie haarlos. Der Calcar, ein Dorn am Fußgelenk, der zum Spannen der Schwanzflughaut dient, fehlt bei ihnen. Weitere Besonderheiten, die sie von den meisten anderen Fledermäusen unterscheiden, sind das noch kugelförmige Schultergelenk, das nicht reduzierte Wadenbein und dass der zweite Finger noch zwei Fingerglieder aufweist.
Diese Fledermäuse erreichen eine Kopfrumpflänge von 5 bis 9 Zentimeter, der Schwanz wird 4 bis 8 Zentimeter lang. Ihre Spannweite beträgt 28 bis 35 Zentimeter und ihr Gewicht 6 bis 14 Gramm.

### Kopf und Zähne
Die großen Ohren sind gerillt und mit einem gut entwickelten Tragus versehen. Sie können nach vorne geklappt werden und überragen dabei die Nasenspitze. Diese ist mit einem kleinen, runden Nasenblatt versehen. Die Nasenlöcher können geschlossen werden – vermutlich eine Anpassung an den trockenen Lebensraum. Die Schnauze erweckt einen stumpfen, abgerundeten Eindruck, was vor allem auf das verbreiterte Nasenbein zurückzuführen ist. Das Zwischenkieferbein (Prämaxillare) ist vom Oberkiefer getrennt.
Die Zähne sind ähnlich denen anderer insektenfressender Fledermäuse angeordnet. Im Oberkiefer haben sie pro Kieferhälfte einen Schneidezahn, einen Eckzahn, einen Prämolar und drei Molaren, im Unterkiefer zwei Schneidezähne, einen Eckzahn, zwei Prämolaren und drei Molaren. Daraus ergibt sich nebenstehende Zahnformel.

## Verbreitung und Lebensraum
Mausschwanzfledermäuse sind im nördlichen Afrika und im südlichen Asien beheimatet. In Afrika reicht ihr Verbreitungsgebiet von Marokko und Ägypten bis Nigeria und Kenia, in Asien sind sie zweifelsfrei auf der Arabischen Halbinsel, dem Iran, Afghanistan, Pakistan und Indien zu finden. Unklar ist, in welchem Ausmaß sie in Südostasien vorkommen. Es gibt zweifelhafte Funde aus Myanmar, Thailand und Malaysia. Ihr Lebensraum sind zumeist trockene oder halbtrockene, baumlose Regionen.

## Lebensweise

### Allgemeines
Mausschwanzfledermäuse sind wie die meisten Fledermäuse nachtaktiv. Sie schlafen in Höhlen, Felsspalten und Bauwerken wie Häusern oder Pyramiden, wobei sie sich im Gegensatz zu anderen Fledermäusen mit den Daumen und den Füßen festkrallen. Eine Art, Rhinopoma hardwickei schläft allein oder in kleinen Gruppen von vier bis zehn Tieren, oft Vertreter des gleichen Geschlechts. Mehrere Gruppen könne sich zu losen Verbänden von bis zu 100 Individuen zusammenschließen. Von den übrigen Arten ist bekannt, dass sie sich oft zu Tausenden in ihren Tagesquartieren aufhalten.
Im Herbst lagern sie Fettreserven, vor allem an den unbehaarten Stellen am Bauch, an. Dabei kann ihr Gewicht auf das Doppelte des normalen Werts ansteigen. Zusätzlich können sie während der kühleren Monate in einen Torpor (Kältestarre) fallen. Dank dieser Anpassungen können sie mehrere Wochen unbeweglich ohne Nahrungs- und Wasseraufnahme überleben.

### Nahrung
Diese Fledermäuse ernähren sich ausschließlich von Insekten, die sie – wie alle Fledermäuse – mittels Echoortung während des Fluges finden. Ihr Flug ist verglichen mit anderen Fledermäusen flatterig und wellenförmige, dabei halten sie sich rund sechs bis neun Meter über dem Boden auf.

### Fortpflanzung
Die Fortpflanzung der Mausschwanzfledermäuse erfolgt einmal im Jahr und ist saisonal. Die Paarung erfolgt im Frühling, die Tragzeit beträgt rund 100 bis 120 Tage, sodass die Geburt meist im Juli oder August erfolgt. Wie bei den meisten Fledermäusen kommt in der Regel ein einzelnes Jungtier zur Welt. Vermutlich bilden die Weibchen wie bei anderen Fledermäusen Wochenstuben, das heißt, dass sie zur Geburt und während der ersten Wochen der Jungenaufzucht eigene Weibchengruppen bilden.
Jungtiere werden rund zwei Monate gesäugt, die Geschlechtsreife tritt bei Weibchen mit neun Monaten und bei Männchen mit 16 bis 17 Monaten ein.

## Mausschwanzfledermäuse und Menschen
Aufgrund ihres trockenen, wenig besiedelten Lebensraumes sind diese Tiere weniger bedroht als andere Fledermausarten. Lediglich eine der vier Arten, Rhinopoma macinnesi, wird von der IUCN als gefährdet (vulnerable). Wie etliche Fledermäuse sind sie zum Teil Kulturfolger und schlafen oft in Häusern, Mauernischen oder Ruinen. In den ägyptischen Pyramiden sind sie seit über 3000 Jahren belegt.

## Systematik

### Äußere Systematik
Wegen des langen, freien Schwanzes und weiterer anatomischer Merkmale galten Mausschwanzfledermäuse als eine der urtümlichsten Fledermausgruppen. Molekulargenetischen Daten zufolge gehören sie jedoch zu den Hufeisennasenartigen (Rhinolophoidea) und sind am nächsten mit der Schweinsnasenfledermaus (Craseonycteridae) und den Großblattnasen (Megadermatidae) verwandt.

### Innere Systematik
Die Mausschwanzfledermäuse teilen sich in sechs Arten:
- Die Arabische Mausschwanzfledermaus (Rhinopoma cystops) gilt seit 2007 als Art.
- Die Hadramaut-Mausschwanzfledermaus (Rhinopoma hadramauticum) kommt in Jemen vor.
- Die Kleine Mausschwanzfledermaus (Rhinopoma hardwickii) ist vom nordwestlichen Afrika (Marokko und Senegal) über Ägypten und die Arabische Halbinsel bis in das südliche Asien (Afghanistan, Indien und Myanmar) beheimatet.
- Die MacInnes-Mausschwanzfledermaus (Rhinopoma macinnesi) lebt in Äthiopien, Kenia und Somalia. Die IUCN listet die Art als gefährdet.
- Die Große Mausschwanzfledermaus (Rhinopoma microphyllum) ist die größte Art und kommt im nördlichen Afrika (Marokko und Ägypten bis Nigeria und Sudan) und im südwestlichen und südlichen Asien (bis in das südliche Indien) vor, vermutlich auch in Südostasien.
- Die Muscat-Mausschwanzfledermaus (Rhinopoma muscatellum) ist in Oman, Iran und Afghanistan beheimatet. Sie ist der kleinste Vertreter ihrer Gattung.

Es gibt einige verlorengegangene Exemplare, die vermutlich in Südostasien (Myanmar, Thailand und Malaysia) gefunden wurden. Unklar ist, um welche Art es sich dabei gehandelt hat, vermutlich R. hardwickei oder R. microphyllum.
Fossile Vorfahren der Mausschwanzfledermäuse sind bislang nicht entdeckt worden.